# Torus Games
Torus Games és una empresa desenvolupadora de videojocs creada el 1994 i va esdevenir la primera d'Austràlia en nombre de treballadors. La companyia va ser llançar més de 60 títols sobretot videojocs de consoles portàtils. Torus Games es localitza a Mitcham, Melbourne.
El seu últim llançament ha sigut Shrek Smash N'Crash Racing per PS2, Gamecube, PSP, DS, i Gameboy.
Torus Games va començar a crear el seu primer videojoc l'any 1994, un joc de Game Boy i Game Gear basat en la pel·lícula Stargate, i publicat per Acclaim Entertainment.
Torus és una desenvolupadora llicenciada per la consola Wii de Nintendo, la Nintendo DS, Sony PSP, PlayStation 2, Xbox, ordinador, Nokia N-Gage, Leapfrog Enterprises Leapster, i Game Boy Advance.

## Videojocs
PlayStation 2 / GameCube / PlayStation Portable / Nintendo DS / Gameboy Advance 
- ShrekSmash and Crash Racing (Activision) (2006)

Xbox / PlayStation 2
- Classified: The Sentinel Crisis (Global Star) (2005)
- Grand Prix Challenge (Atari) (2002)

S'ha afegit pistes de Silverstone (Regne Unit), Magny-Cours (França) i Montreal (Canadà)
Nintendo DS
- Spiderman: The Battle for New York (Activision) (2006)

Ordinador
- Le Mans 24 Hours (Atari) (2002)
- Squatter: The Classic Australian Game (HES) (1999)
- Carmageddon TDR2000 (SCi) (2000)
- Dick Johnson V8 Challenge (HES) (1999)

N-Gage
- Ashen (Nokia) (2004)
- Operation Shadow (Nokia) (2004)

Game Boy
- Beavis and Butt-head (GT Interactive) (1999)
- NBA Jam (Acclaim Entertainment) (1998)
- Dragon Heart (Acclaim Entertainment) (1995)
- Star Gate (Acclaim Entertainment) (1995)
- Jurassic Park: The Lost World (THQ) (1997)
- Max Steel - Covert Missions (Mattel Interactive) (2000)

Game Boy Color
- Planet of the Apes (Ubisoft) (2001)
- Spider-Man 2:The Sinister Six (Activision) (2001)
- Lion King:Simba's Mighty Adventure (Activision) (2000)
- Carmageddon TDR2000 (SCi) (1999)
- NBA Hoopz (Midway) (2000)
- NBA Showtime: NBA on NBC (Midway) (1999)
- Star Wars - Toda Stories (THQ) (1999)
- Duke Nukem (GT Interactive) (1999)
- Hello Kitty (NewKidCo) (1999)

Game Boy Advance
- Curious George (Namco) (2006)
- Fantastic Four: Flame On (Activision) (2005)
- Backyard Football (Atari) (2005)
- Sportsmans Pack 2 in 1 (Activision) (2005)
- Gumby and the Astrobots (Namco) (2005)
- Fantastic 4 (Activision) (2005)

- Dead to Rights (Namco) (2004)
- Cabelas Big Game Hunter (Activision) (2004)
- Rapala Pro Fishing (Activision) (2004)
- Ice Nine (Bam! Entertainment) (2003)
- Pitfall Harry: The Lost Expedition (Activision) (2003)
- The Invincible Iron Man (Activision) (2003)
- Backyard Football (Atari) (2003)
- Space Invaders (Activision) (2002)
- Duke Nukem Advance (Activision) (2002)
- Doom II (Activision) (2002)
- Minority Report (Activision) (2002)
- Jackie Chan Adventures - Legend of the Dark Hand (Activision) (2001)
- Planet of the Apes (Activision) (2001)